# Roca Twitcher
La roca Twitcher es un pequeño islote rocoso de 55 m de altitud, situada a 810 metros al este de la punta Hewison de la isla Thule/Morrell, y 2200 metros al oeste de la punta Arrecife de la isla Cook en el grupo Tule del Sur de las Islas Sandwich del Sur. Se encuentra en el estrecho San Lesmes y el golfo Caldera, entre la península Corbeta Uruguay y la isla Cook. Se caracteriza por estar siempre libre de nieve y hielo.
En esta roca se ubica uno de los puntos que determinan las líneas de base de la República Argentina, a partir de las cuales se miden los espacios marítimos que rodean al archipiélago.

## Toponimia
Su nombre se debe a John Montagu, IV conde de Sandwich, que fue popularmente conocido por el apodo de Jemmy Twitcher. El apodo definía una de las características personales del conde británico. En castellano, la palabra Twitcher puede significar «retorcido» o «huracán».

## Historia

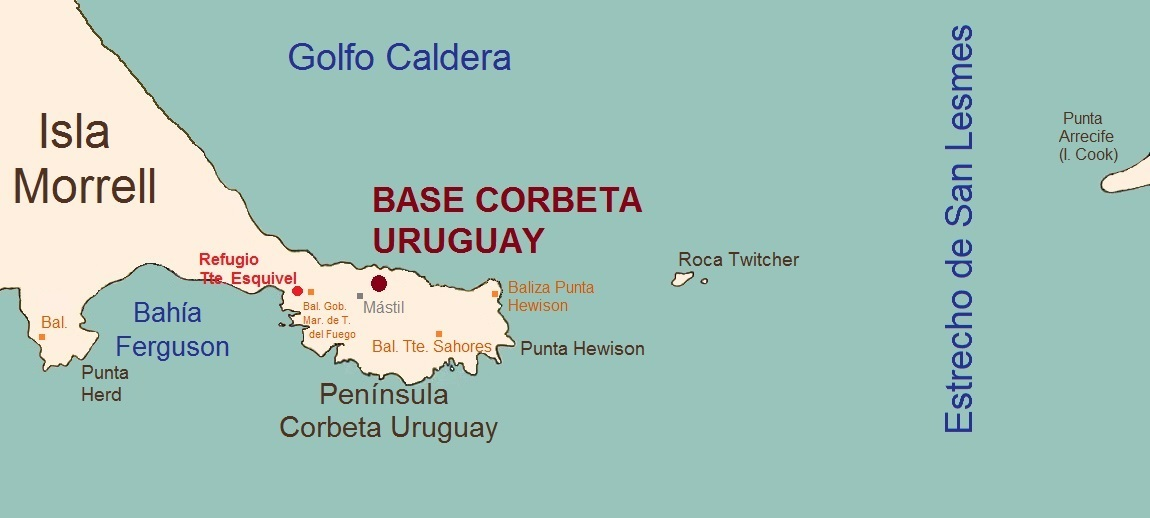
Mapa de la península Corbeta Uruguay con la roca Twitcher.

La roca fue descubierta por una expedición rusa de Fabian Gottlieb von Bellingshausen en 1820. Fue cartografiada en 1930 por personal del RRS Discovery II de Investigaciones Discovery.
En noviembre de 1976, el rompehielos ARA General San Martín embicado en el hielo en la roca Twicther efectuó un relevamiento expeditivo con apoyo satelital, realizando sondajes en las aguas del golfo Caldera y rocas cercanas.
En junio de 1982 durante la invasión británica a las Sandwich del Sur, que desalojó y destruyó la base Corbeta Uruguay, el Grupo de Tareas 317-9 de la Royal Navy pensó inicialmente en cañonear la roca Twitcher (perfectamente visible desde la base argentina) para que los argentinos vieran su posible futuro y para luego exigirles la rendición. En caso de no haber respuesta, se conduciría un asalto anfibio hacia la base utilizando los helicópteros desde tres sitios diferentes. Antes del mediodía del 20 de junio, se inició el ataque sobre la roca Twitcher, al mismo tiempo que se emitió un mensaje a la base argentina intimando a la rendición. A las 12:20 el Teniente Peralta Martínez, jefe de la base, rindió su guarnición.